# João Varela
João Varela es una localidad caboverdiana del municipio de Ribeira Grande de Santiago.

## Geografía
La localidad está situada en la isla de Santiago.

## Organización territorial
La localidad abarca los lugares y barrios de:
- Cobom
- Lém Sanches
- Ponta Rubera
- Tchada Sabi
- Ter de Pina